# Mr. Magoo (film)
Mr. Magoo is een Amerikaanse film uit 1997 geregisseerd door Stanley Tong. De hoofdrollen worden vertolkt door Leslie Nielsen en Kelly Lynch. Het personage Mr. Magoo is gebaseerd op de gelijknamige tekenfilmserie uit de jaren vijftig van UPA (United Productions of America).

## Verhaal
Mr. Magoo is een excentrieke miljonair. Hij draagt geen bril en daardoor is hij soms verward en dat leidt tot erg gekke situaties. Bij een bezoek aan een museum krijgt hij per ongeluk een waardevolle diamant in handen. Hij gaat op zoek naar de echte daders van de diefstal maar de politie is dan weer op zoek naar hem.

## Rolverdeling
| Acteur             | Personage                         |
| ------------------ | --------------------------------- |
| Leslie Nielsen     | Mr. Quincy Magoo                  |
| Kelly Lynch        | Luanne LeSeur / Prunella Pagliosi |
| Matt Keeslar       | Waldo Magoo                       |
| Nick Chinlund      | Bob Morgan                        |
| Stephen Tobolowsky | Agent Chuck Stupak                |
| Ernie Hudson       | Agent Gus Anders                  |
| Jennifer Garner    | Stacey Sampanahoditra             |
| Malcolm McDowell   | Austin Cloquet                    |
| Miguel Ferrer      | Mr. Ortega Peru                   |
| L. Harvey Gold     | Schmitt                           |

## Prijzen en nominaties
1999 - Golden Trailer
- Genomineerd: Beste familiefilm